# Alexander Nikolajewitsch Sokurow

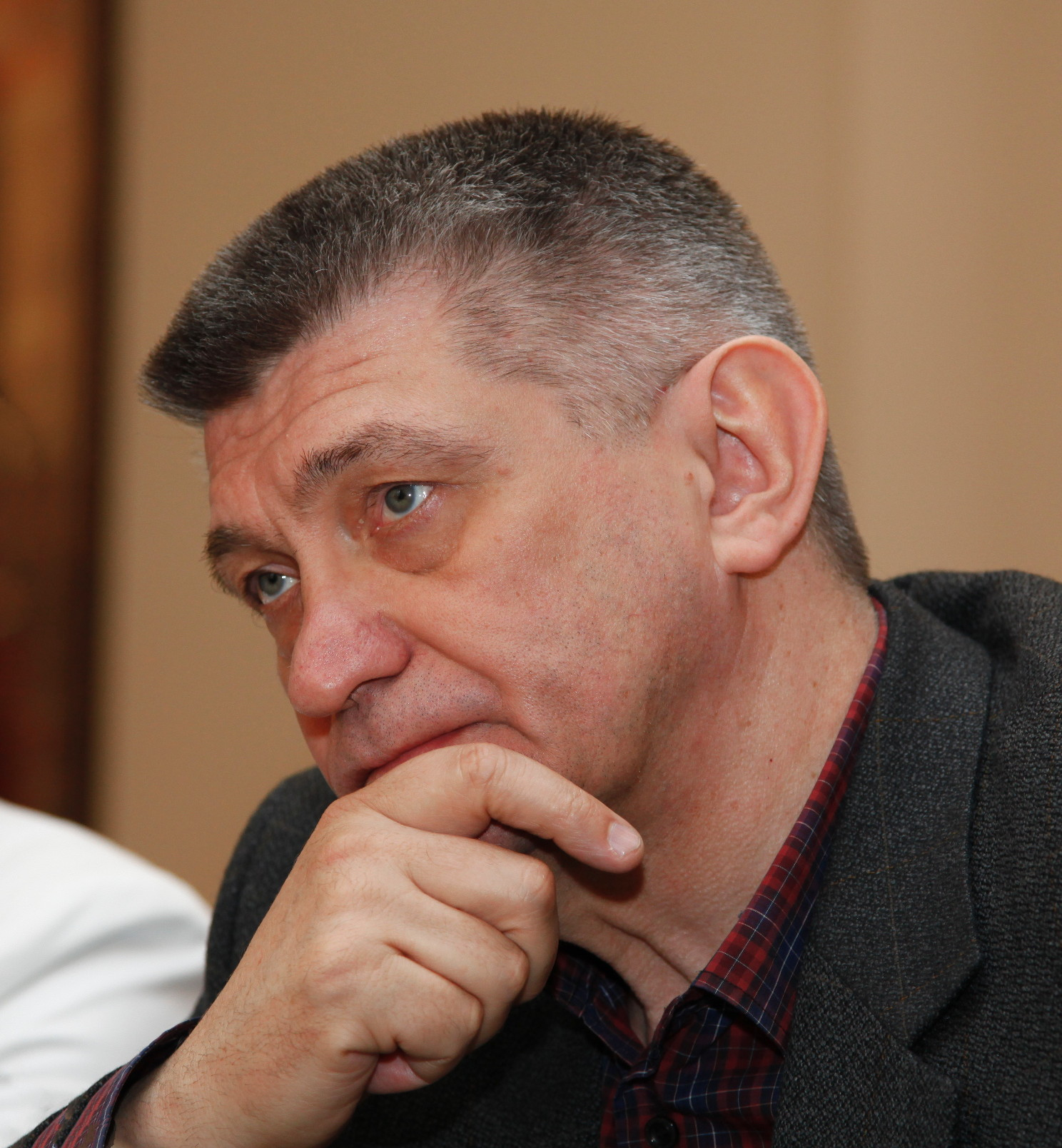
Alexander Sokurow (2011)

Alexander Nikolajewitsch Sokurow (russisch Алекса́ндр Никола́евич Соку́ров Aleksandr Nikolaevič Sokurov; * 14. Juni 1951 in Podorwicha, Oblast Irkutsk, Sowjetunion) ist ein russischer Regisseur und Drehbuchautor.

## Leben
Sokurow wurde als Sohn eines sowjetischen Offiziers in Sibirien geboren. Von 1969 bis 1975 arbeitete er als Regieassistent im Fernsehstudio von Gorki (heute Nischni Nowgorod). Er studierte an der Universität von Gorki Geschichte (Abschluss 1974) und später am Moskauer Staatsinstitut für Filmographie (WGIK), wo er 1979 seinen Abschluss machte. Seit 1980 lebt Sokurow in Leningrad (Sankt Petersburg).
Seine Filme kollidierten oft mit der sowjetischen Zensur, er bekam aber Unterstützung von namhaften Regisseuren wie z. B. Andrei Tarkowski. 1991 veranschaulichte er die großen Umbrüche im letzten Jahr der Sowjetunion im Film „Einfache Elegie“ (Prostaja elegia), in dessen Mittelpunkt der kurz zuvor zum Staatspräsidenten gewählte litauische Pianist Vytautas Landsbergis steht.
Nach dem Zusammenbruch der Sowjetunion wurde er für sein Werk mit vielfachen internationalen Preisen ausgezeichnet, darunter 2006 mit dem Master of Cinema Award des Internationalen Filmfestivals Mannheim-Heidelberg. Obwohl hauptsächlich für seine Spielfilme bekannt, hat Sokurow auch über 20 Dokumentarfilme gedreht. Sein Film Russian Ark aus dem Jahr 2002 stellt ein dokumentarisches Meisterwerk und gleichzeitig einen Weltrekord dar, denn es besteht nur aus einer einzigen, 92 Minuten langen Einstellung ohne jeden Schnitt. (Siehe auch: Steadicam).
2011 präsentierte Sokurow mit Faust eine Verfilmung der gleichnamigen Tragödie von Johann Wolfgang von Goethe. Die mit deutschsprachigen Darstellern besetzte Produktion – darunter Johannes Zeiler in der Titelrolle sowie Hanna Schygulla – brachte ihm den Goldenen Löwen der 68. Internationalen Filmfestspiele von Venedig 2011 ein. Die acht Mio. Euro teure Produktion stellt nach Moloch (über Adolf Hitler), Taurus (über Lenin) und Die Sonne (über den japanischen Kaiser Hirohito) den letzten Teil von Sokurows Tetralogie über die Macht und das Böse dar.
Bis 2014 entstanden 50 Filme von Sokurow.

## Politik

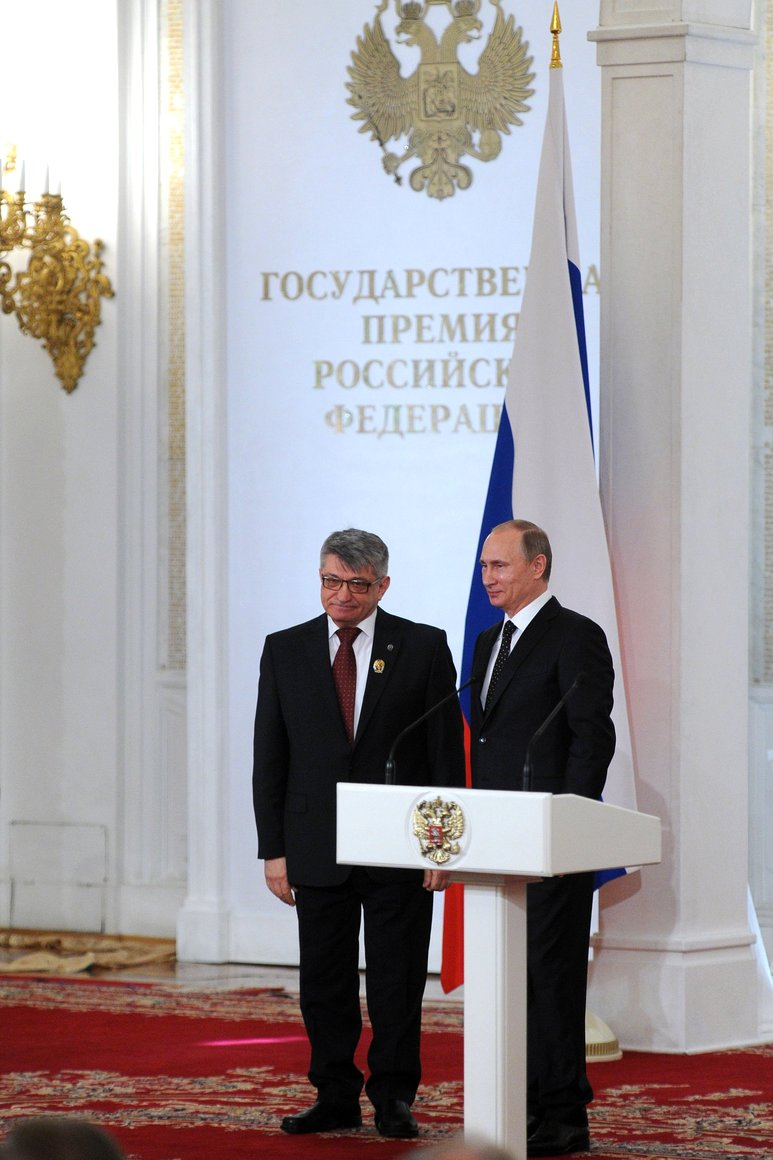
Sokurow bei der Verleihung des Staatspreises mit Wladimir Putin (2015)

An der Filmhochschule wurde Sokurow wegen seiner politischen Ansichten das Weiterstudieren untersagt und einige seiner Filme waren in der Sowjetunion verboten. 18 Jahre nach dem Ende der Sowjetunion formulierte er schon 2008 die Gefahr eines militärischen Konflikts mit der Ukraine oder Kasachstan.
Anfang 2012 kritisierte Sokurow in einem Offenen Brief Präsident Putin dafür, mit kommerzorientierter Filmförderung die russische Filmkunst zu hintergehen. Den Kapitalismus kritisiert Sokurow als den „falschen Weg“.
Dass Sokurows Film Faust nach der Trilogie (Hitler/Lenin/Hirohito) mit seinem Sujet weit in die Geschichte zurückgeht, interpretierte die FAZ dahingehend, dass es hier um das Porträt eines „Machtmenschen [gehe], der noch am Anfang steht“ und es wird gefragt, ob sich Putin hier vielleicht wiederfinde, wenn er „diesen Film bewundert, vielleicht sogar gar privat gefördert“ habe. Sokurow ist laut Fred van der Kooij im Tages-Anzeiger Putin gegenüber sehr kritisch eingestellt. Sokurow zufolge habe Putin mit der Hilfe bei der Finanzierung des Films die Beziehungen zwischen Deutschland und Russland verbessern wollen. Dagegen hasse Sokurow die Sowjetzeit so sehr, dass sie im Film «Russian Ark» gänzlich ausgeblendet wurde. 2012 stimmte die Stadtduma St. Petersburgs gegen eine Verleihung der Ehrenbürgerwürde für Sokurow. Als Ursachen wurden die Schändung Lenins und angebliche Gotteslästerung in seinen Werken erwähnt.
2014 äußerte Sokurow, dass der Einsatz militärischer Gewalt gegen die Ukraine irreversible Folgen für Russland selbst haben werde. Er forderte die russische Regierung auf, den ukrainischen Wunsch nach einem eigenen Staat zu respektieren. Im Weiteren müssten Gefangene, die für ihre politischen Überzeugungen inhaftiert sind, freigelassen werden: „Es gab immer und es wird immer Menschen geben, die in unserem Land die Demokratie verteidigen, um die es gerade nicht gut bestellt ist.“
Im Juni 2015 forderte Sokurow Präsident Putin anlässlich der Verleihung des Russischen Staatspreises im Kreml verklausuliert dazu auf, „das Leben von Soldaten und Offizieren zu schonen“.
2022 veröffentlichte er seinen "letzten" Film auf dem Filmfestival in Locarno; die Hauptfiguren von „Märchen“ sind Stalin, Hitler, Mussolini und Churchill, die sich im Jenseits treffen. Es ist nicht klar, ob sie sich verstehen, aber es spiele keine Rolle; die Mehrdeutigkeit der Geschichte mache sie erst richtig bodenlos, so Meduza.

## Filmografie

### Spielfilme
- 1978–87: Одинокий голос человека (eng.: A Lonely Voice of Man) (dt.: Die einsame Stimme des Menschen)
- 1980: Разжалованный (eng.: The Degraded) (dt.: Der Degradierte)
- 1983–87: Скорбное бесчувствие (eng.: Painful Indifference) (dt.: Gramvolle Gefühllosigkeit)
- 1986: Ампир (eng., dt.: Empire)
- 1988: Дни затмения (eng.: Days of Eclipse) (dt.: Tage der Finsternis)
- 1989: Спаси и сохрани (eng.: Save and Protect) (dt.: Rette und bewahre!)
- 1990: Круг второй (eng.: The Second Circle) (dt.: Der zweite Kreis)
- 1992: Камень (eng.: Stone) (dt.: Der Stein)
- 1993: Тихие страницы (eng.: Whispering Pages) (dt.: Verborgene Seiten)
- 1996: Мать и сын (eng.: Mother and Son) (dt.: Mutter und Sohn) (Szenen- und Kostümbildnerin Wera Selinskaja)
- 1999: Молох (eng., dt.: Moloch)
- 2001: Телец (eng., dt.:Taurus)
- 2002: Русский ковчег (eng., dt.: Russian Ark)
- 2003: Отец и сын (eng.: Father and Son) (Vater und Sohn)
- 2005: Солнце (eng.: The Sun) (dt.: Die Sonne)
- 2007: Александра (eng., dt.: Alexandra)
- 2011: Фауст (eng., dt.: Faust)
- 2015: Francofonia
- 2022: Сказка (eng.: Fairytale) (dt.: Märchen)

### Dokumentarfilme
- 1974: Самые земные заботы
- 1975: Лето Марии Войновой
- 1975: Позывные Р1НН (dt.: Rufzeichen R1NN)
- 1978: Последний день ненастного лета
- 1978–88: Мария (dt.: Maria)
- 1979–89: Соната для Гитлера (eng.: Sonata for Hitler) (dt.: Sonate für Hitler)
- 1981: Альтовая соната. Дмитрий Шостакович (eng.: Sonata for Viola) (dt.: Sonate für Viola)
- 1982–87: И ничего больше (eng.: And Nothing More) (dt.: Und nichts weiter)
- 1984–87: Жертва вечерняя (eng.: Evening Sacrifice) (dt.: Abendopfer)
- 1985–87: Терпение труд (eng.: Patient Labour) (dt.: Geduld und Arbeit)
- 1985–86: Элегия (eng.: Elegy) (dt.: Elegie)
- 1986–87: Московская элегия (eng.: Moscow Elegy) (dt.: Moskauer Elegie)
- 1990: Петербургская элегия (eng.: Petersburg Elegy) (dt.: Petersburger Elegie)
- 1990: Советская элегия (eng.: Soviet Elegy) (dt.: Sowjetische Elegie)
- 1990: К событиям в Закавказье (eng.: On The Events in the Transcaucasus) (dt.: Zu den Ereignissen in Transkaukasien)
- 1990: Простая элегия (eng.: A Simple Elegy) (dt.: Einfache Elegie)
- 1991: Ленинградская ретроспектива
- 1991: Пример интонации (eng.: An Example of Intonation) (dt.: Beispiel einer Intonation)
- 1992: Элегия из России (eng.: Elegy from Russia) (dt.: Beispiel einer Intonation)
- 1995: Солдатский сон
- 1995: Духовные голоса (eng.: Spiritual Voices) (dt.: Stimmen der Seele)
- 1996: Восточная элегия (eng.: Oriental Elegy) (dt.: Östliche Elegie)
- 1996: Робер. Счастливая жизнь Hubert (eng.: Robert. A Fortunate Life) (dt.: Robert – ein glückliches Leben)
- 1997: Смиренная жизнь (eng.: A Humble Life) (dt.: Ein demütiges Leben)
- 1997: Петербургский дневник. Открытие памятника Достоевскому
- 1998: Петербургский дневник. Квартира Козинцева
- 1998: Повинность (eng.: Confession) (dt.: Bekenntnisse oder auch Bekenntnisse eines Kapitäns)
- 1998: Узел. Беседы с Солженицыным (eng.: Uzel) (dt.: Knoten. Gespräche mit Solschenizyn)
- 1999: нежно (eng., dt.: Dolce…)
- 2001: Элегия дороги (eng.: Elegy of a Voyage) (dt.: Elegie einer Reise)
- 2004: Петербургский дневник. Моцарт. Реквием
- 2006: Элегия жизни: Ростропович, Вишневская
- 2009: Интонации
- 2009: Читаем блокадную книгу
- 2011: Нам нужно счастье

## Schriften
- Die banale Gleichmacherei des Todes. In: Peter W. Jansen, Wolfram Schütte (Hrsg.): Andrej Tarkowskij. Hanser, München 1987, ISBN 3-446-15016-1.
- Japanische Reisen, übersetzt und mit einem Nachwort versehen von Hans-Joachim Schlegel. Schirmer/Mosel, München 2012, ISBN 978-3-8296-0620-2.

## Auszeichnungen (Auswahl)
- 1987: Bronzener Leopard beim Filmfestival von Locarno für Die einsame Stimme des Menschen
- 1989: FIPRESCI-Preis beim Filmfestivals von Montreal für Spasi i sokhrani
- 1993: Spezialpreis des Yamagata International Documentary Film Festival für Russische Elegie
- 1996: Großer Preis der Internationalen Kurzfilmtage Oberhausen für Östliche Elegie (Bester Kurzfilm)
- 1997: Großer Preis der Internationalen Kurzfilmtage Oberhausen für Robert. Schastlivaya zhizn (Bester Kurzfilm)
- 1997: Spezialpreis der Jury, Andrei-Tarkowski-Preis und Preis der russischen Filmkritik für Vater und Sohn
- 1997: Silver Medallion Award des Filmfestivals von Telluride
- 2001: drei Preise der russischen Filmkritikergilde für Telets (Bester Film, Beste Regie und Kamera)
- 2002: drei Nikas für Telets (Bester Film, Beste Regie und Kamera)
- 2002: Spezialpreis auf dem Filmfestivals von São Paulo (Gesamtwerk)
- 2002: Visions Award des Filmfestivals von Toronto für Russian Ark
- 2003: Andrzej Wajda Freedom Award der American Cinema Foundation
- 2003: FIPRESCI-Preis beim Filmfestival von Cannes für Vater und Sohn
- 2003: Regiepreis der Málaga International Week of Fantastic Cinema für Russian Ark
- 2004: Cóndor de Plata für Russian Ark (Bester ausländischer Film)
- 2005: Grand Prix („Goldene Aprikose“) des Filmfestivals von Jerewan für Die Sonne
- 2005: Preis der russischen Filmkritikergilde für Die Sonne (Bester Film)
- 2006: Ehrenleopard des Filmfestivals von Locarno
- 2007: Jurypreis des Tallinn Black Nights Film Festival für Alexandra (Beste Regie)
- 2011: Goldener Löwe, SIGNIS Award und Future Film Festival Digital Award des Filmfestivals von Venedig für Faust
- 2012: zwei Preise der russischen Filmkritikergilde für Faust (Bester Film, Beste Regie)
- 2013: zwei Nikas für Faust (Bester Film, Beste Regie)
- 2015: Fedeora Award und Fondazione Mimmo Rotella Award des Filmfestivals von Venedig für Francofonia
- 2016: Platonow-Preis
- 2017: Europäischer Filmpreis für ein Lebenswerk[10]